# Friedrich Rüdorff
Friedrich Rüdorff (* 3. November 1832 in Werl; † 29. November 1902 in Charlottenburg) war ein deutscher Chemiker und Hochschullehrer.

## Leben
Friedrich Rüdorff studierte in Göttingen und Charlottenburg Chemie. Ab 1865 war er an der Berliner Bauakademie Lehrer für Physik und Chemie. 1883 wurde er zum Professor für Chemie an die Technische Hochschule Berlin-Charlottenburg berufen und mit der Leitung des Anorganischen Laboratoriums beauftragt. Von 1886 bis 1887 war er Rektor der Technischen Hochschule.
Wissenschaftlich arbeitete er auf dem Gebiet der Gefrierpunktserniedrigung. Nach ihm und Charles Blagden ist das Blagden-Rüdorff-Gesetz benannt. Er war der Autor chemischer Standardwerke, die auch noch nach seinem Tode in überarbeiteten Auflagen verlegt wurden.

## Werke
- Grundriss der Mineralogie und Geologie: Für den Unterricht an höheren Lehranstalten. 9. Auflage, 1915
- Anleitung zur chemischen Analyse: Nebst einem Anhang, quantitative Uebungen für den Unterricht an höheren Lehranstalten. 11. Auflage. 1905, urn:nbn:de:hbz:061:2-20271
  - 14. verbesserte Auflage, 1918 urn:nbn:de:hbz:061:2-20407
- Grundriss der Chemie für den Unterricht an höheren Lehranstalten. 19. Auflage. 1913